# Castelmuzio
Castelmuzio è una frazione di Trequanda, nella provincia di Siena.

## Storia
Le origini di Castelmuzio sono da trovarsi nell'epoca etrusco-romana: infatti, nelle sue vicinanze, sono stati ritrovati i resti di un tempio dedicato alla dea Iside, sacra agli Etruschi.
Il primo documento in assoluto in cui si parla di Castelmuzio è uno del 1213, in cui viene descritto come la fortificazione di Castel-Mozzo, proprietà degli Scialenga di Asciano, già signorotti di Montisi. Castelmuzio, o meglio "Castel Mozzo", dopo esser passato nel 1270 alla Repubblica di Siena, divenne di proprietà dello Spedale di Santa Maria della Scala della suddetta città, che ne esercitò il suo potere sino al 1470, quando il castello fu acquistato dal Conte Andrea Buracchi.
Quando, nel 1559, decadde la Repubblica di Siena, Castel Mozzo, che nel frattempo era diventato "Castelmuzio", divenne parte del Granducato di Toscana e, dopo l'Unità d'Italia, frazione di Trequanda.

## Monumenti e luoghi d'interesse

### Architetture religiose
- Pieve di Santo Stefano a Cennano
- Chiesa di Santa Maria Assunta
- Oratorio della confraternita della Santissima Trinità e di San Bernardino

### Architetture civili
- Palazzo Fratini
- Piazza San Bernardino da Siena

## Cultura
- Museo d'arte sacra di Castelmuzio

## Galleria d'immagini

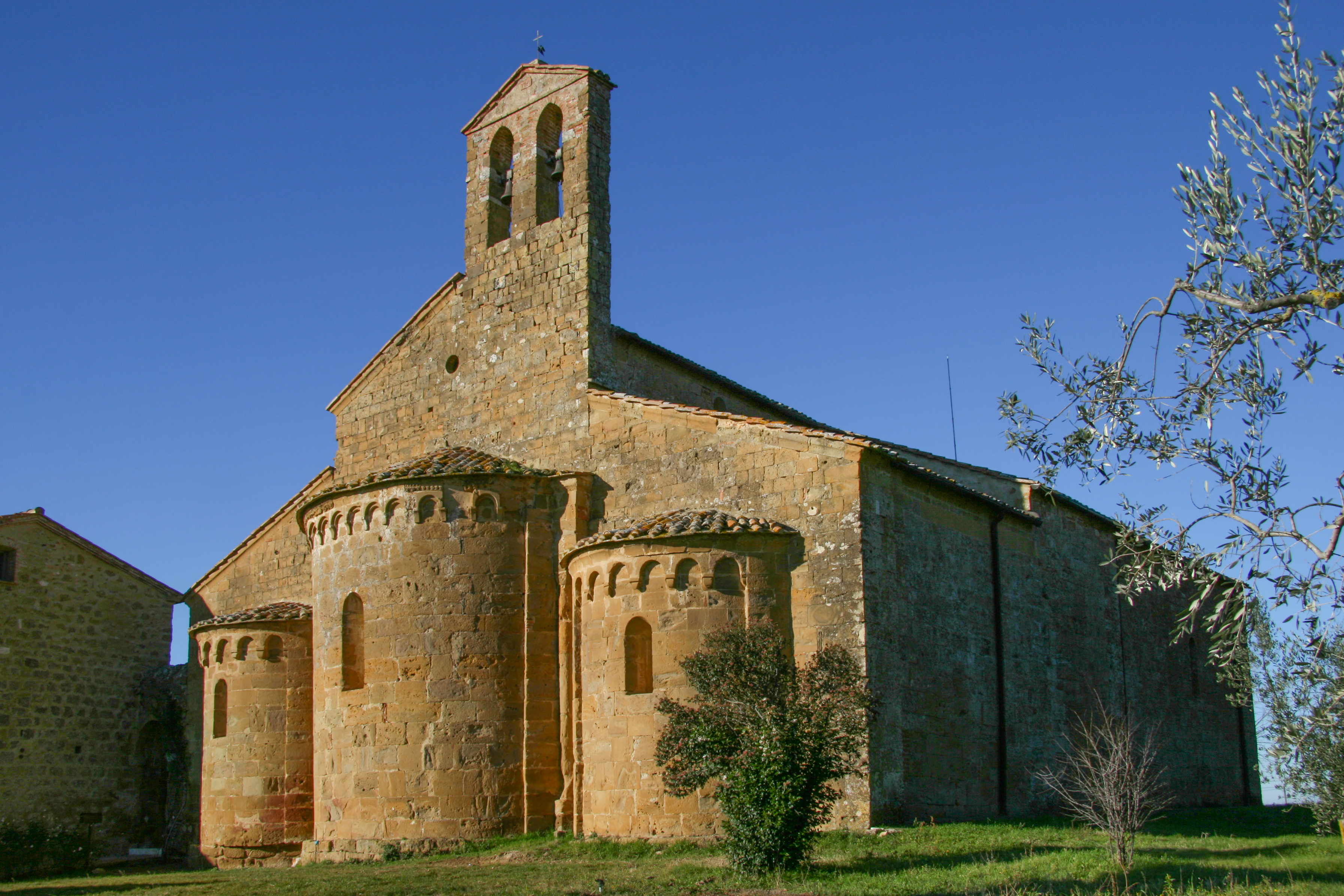
Pieve di Santo Stefano a Cennano
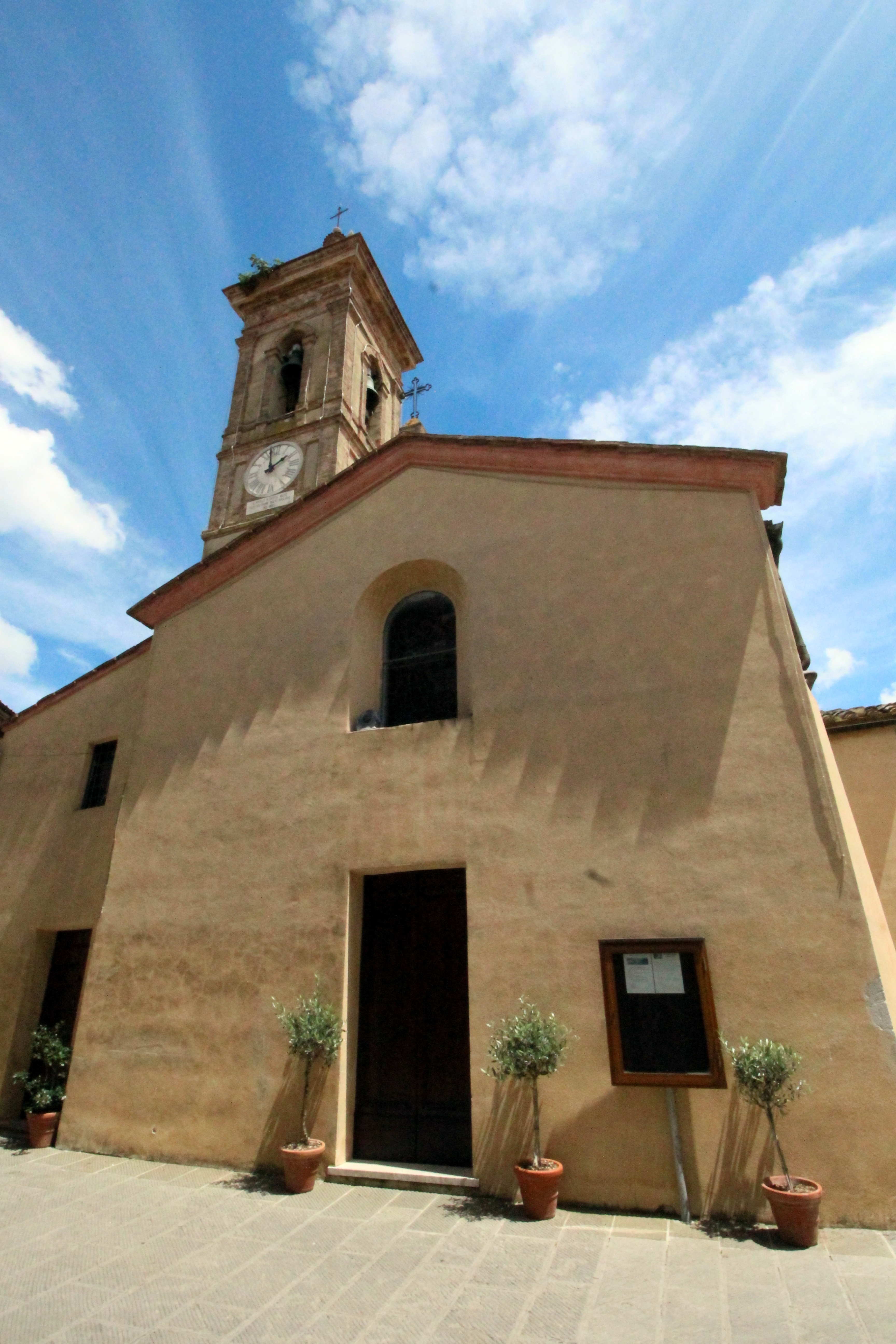
Chiesa di Santa Maria Assunta
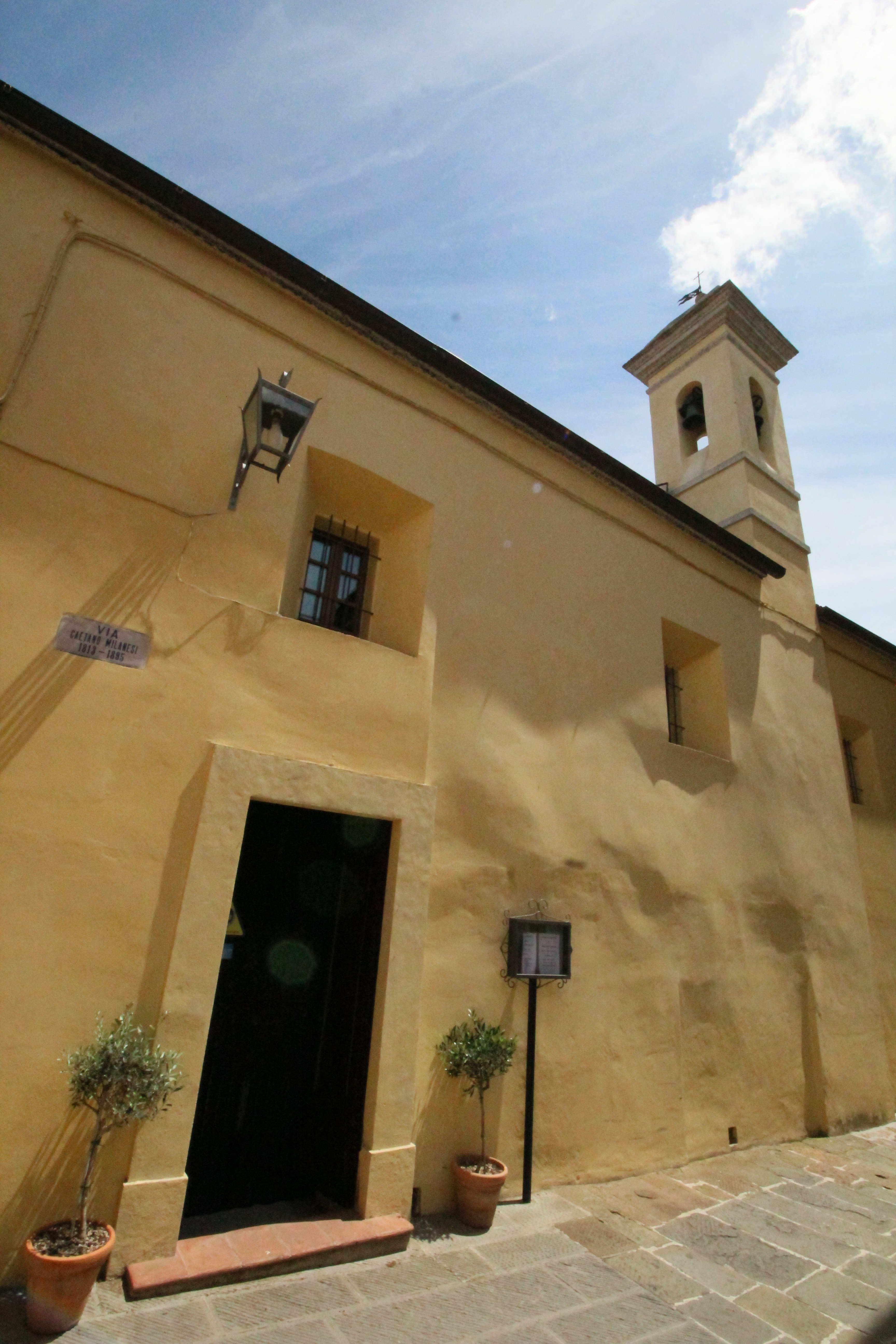
Oratorio della confraternita della Santissima Trinità e di San Bernardino
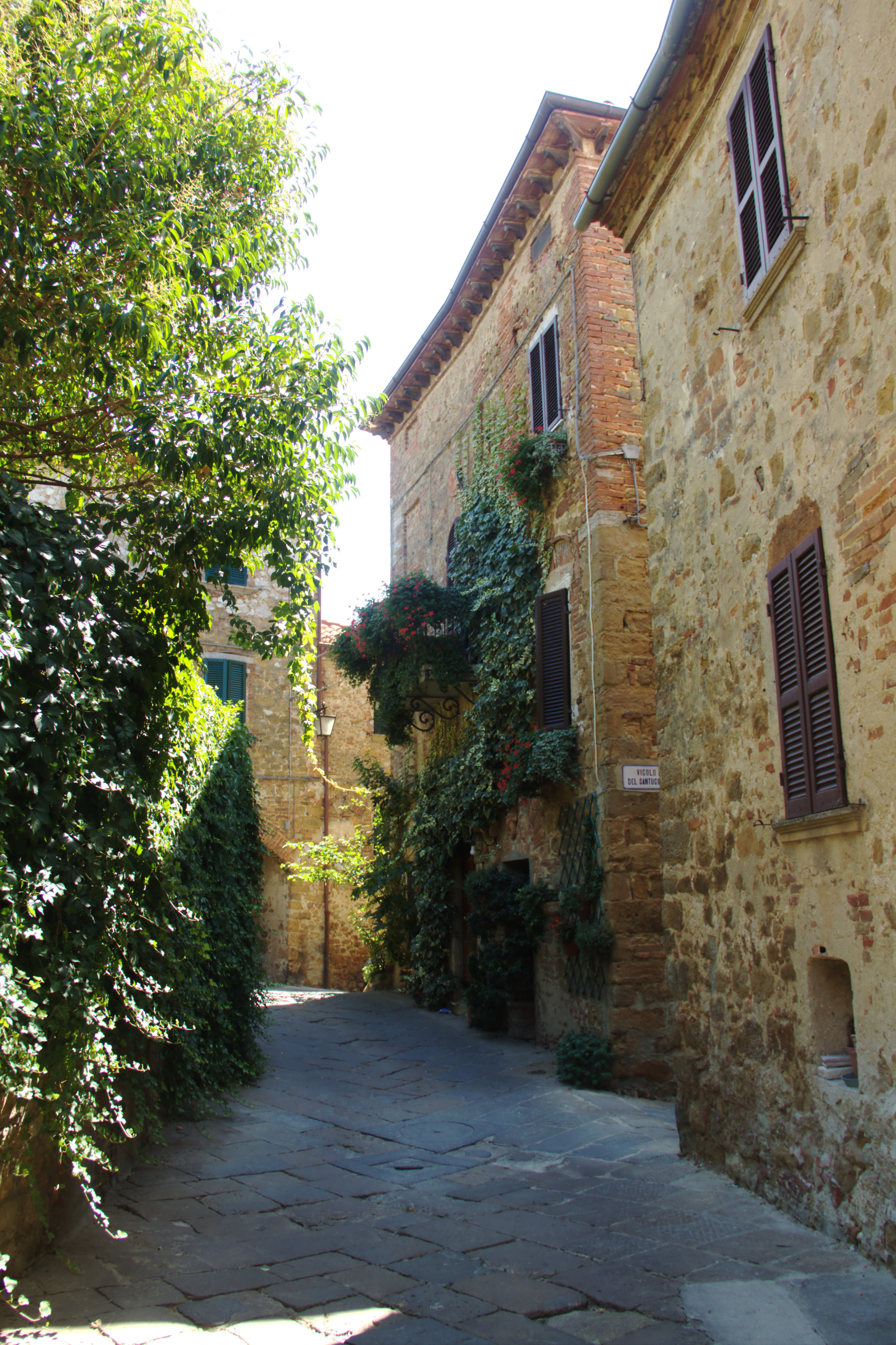
Via Giacomo Matteotti
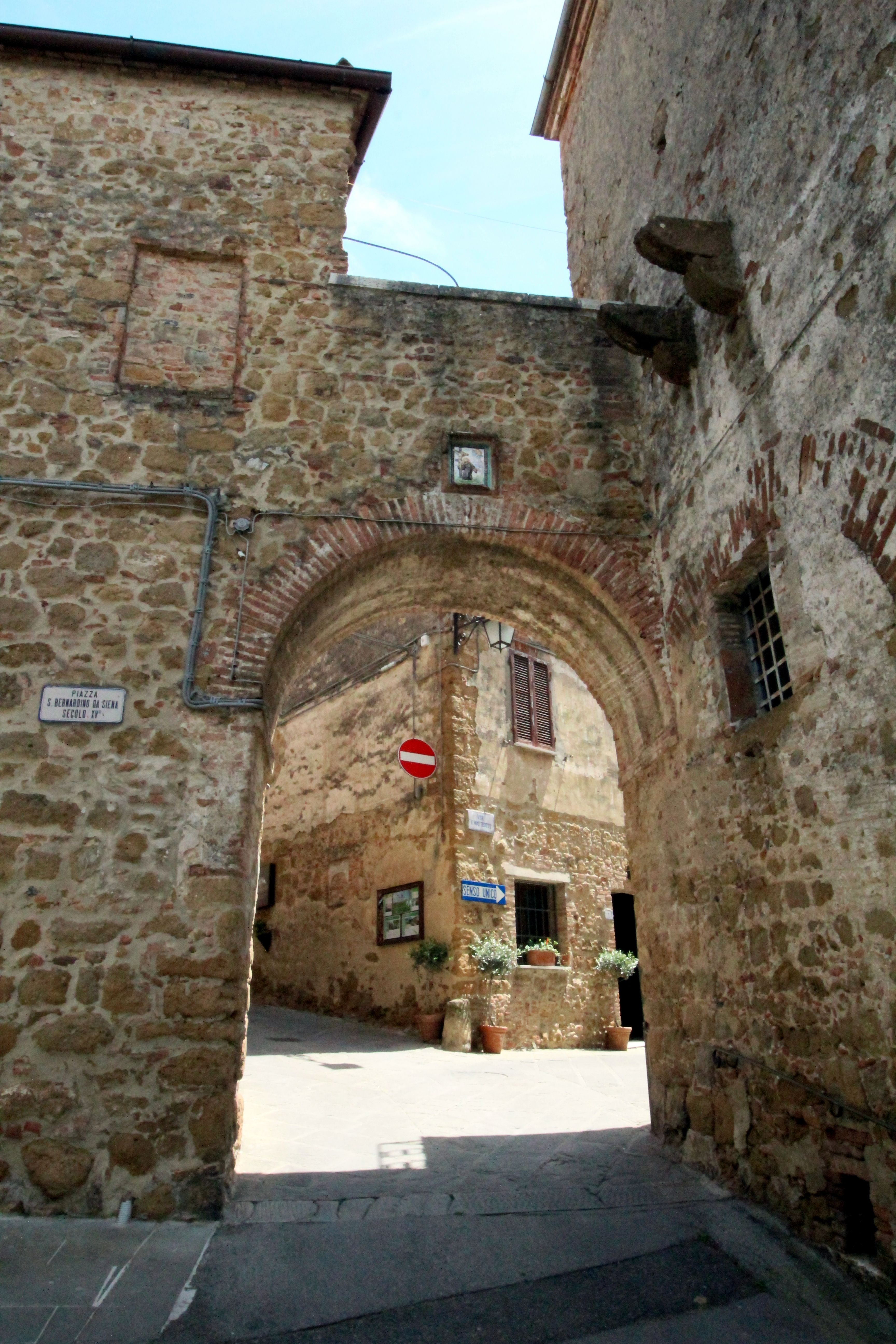
Porta Nuova